# Facciamo il tifo insieme
Facciamo il tifo insieme (Take Me Out to the Ball Game) è un film del 1949 diretto da Busby Berkeley. Il titolo originale è preso da Take Me Out to the Ball Game, inno non ufficiale del baseball, una delle canzoni più celebri ed eseguite negli Stati Uniti, composta nel 1908 da Jack Norworth (parole) e Albert Von Tilzer (musica).

## Trama
Dennis Ryan e Eddie O'Brien sono due giocatori della squadra di baseball dei Wolves, già vincitrice del campionato. Sono anche grandi amici e, durante la pausa dalle competizioni, partecipano con successo a spettacoli di commedia musicale. Alla ripresa della stagione agonistica, ancora impegnati in un tour di spettacoli, solo dopo molti telegrammi da parte dell'allenatore rientrano in squadra per effettuare la preparazione al nuovo torneo. Giunge notizia della morte del presidente della squadra e dell'arrivo dell'erede dello stesso, che si presenterà al più breve ai giocatori. Nessuno è a conoscenza che in realtà si tratta di una donna, K.C. Higgins, che si presenta alla sede della squadra ma non viene riconosciuta.
Dopo un malinteso, solo Eddie si rende conto che il nuovo presidente è una determinata tifosa dei Wolves e si impegna a favorirne il nuovo successo. Ma Eddie, che è una colonna del team, viene avvicinato da un imprenditore di show musicali ed indotto a trascurare gli allenamenti per dedicarsi a prove notturne dei nuovi spettacoli. Così il suo rendimento cala e la squadra, che aveva iniziato brillantemente il nuovo campionato, inizia a perdere ripetutamente, facendo il gioco proprio dell'imprenditore che in realtà ha scommesso una grossa cifra sulla sconfitta dei Wolves. Alla fine Eddie si pente e rientra proprio all'ultima partita, portando alla vittoria la sua squadra.

## Produzione
Il film fu prodotto dalla Metro-Goldwyn-Mayer (MGM).

## Distribuzione
Distribuito dalla Metro-Goldwyn-Mayer (MGM), il film uscì nelle sale cinematografiche statunitensi nell'aprile 1949 dopo una prima tenuta a New York il 9 marzo e una il 13 aprile a Los Angeles.